# Assedio di Asola (1516)
L'assedio di Asola ebbe luogo dal 16 al 19 marzo 1516 e vide contrapporsi la Repubblica di Venezia e l'esercito imperiale comandato dall'imperatore Massimiliano I d'Asburgo in persona.

## Storia
Il paese era passato dal 1509 sotto il controllo dei Gonzaga di Mantova. Nell'ottobre 1515 venne invece recuperato dalle milizie veneziane, che insediarono il loro provveditore. Nel 1516 l'imperatore Massimiliano I decise di scendere in Italia, desideroso di riprendere la Lombardia e con essa Milano. A contrastare la sua avanzata scese in campo Andrea Gritti, già provveditore di Asola e futuro doge di Venezia. L'imperatore decise di attaccare ed espugnare Asola, che fu circondata e bombardata dalle truppe imperiali il 19 marzo 1516. Tutta la cittadinanza, in particolar modo Rizino d'Asola alla testa di 100 lance,  resistette strenuamente all'assedio di tre giorni, concluso il 19 marzo con la ritirata di Massimiliano I, che ripiegò verso il Tirolo. Il senato della Repubblica di Venezia riconobbe la fedeltà ed il valore degli asolani, ripristinando i privilegi goduti dal 1484. Da quel giorno Asola rimase veneziana sino al 1797, anno della caduta della Repubblica.